# Музей часов (Ангарск)
Музей Часов — достопримечательность не только города Ангарска, но и всей России в целом. Коллекция Павла Васильевича Курдюкова (1908—1985), стала основой для создания первого в России Музея Часов. В экспозиции представлены часы XVIII—XX веков стран Западной Европы, России, Японии в корпусах из бронзы, мрамора, фарфора и дерева. В коллекции есть уникальные экспонаты — часы Франции, Англии XVII—XIX веков, русская диковинка мастеров Бронниковых (карманные деревянные часы).

## История
Павел Васильевич Курдюков — уроженец села Сретенье Вятской земли, где у него была собственная мастерская, в которой он чинил часы. В 1958 году он переехал в Ангарск, где работал на промышленном предприятии. Первыми, кто узнал о его увлечении, были коллеги по работе. Чтобы не отдавать деньги в мастерскую, они приносили часы мастеру. Курдюков чинил их, восстанавливал, искал о них сведения в литературе. Так он стал коллекционером. В его квартире часы были буквально повсюду: на кухне, в комнатах, в прихожей. В 1967 году он решает отдать свою коллекцию, в которой тогда было около 700 экспонатов, городу. В 1968 году его коллекцию поместили в Ангарский краеведческий музей. К тому времени Курдюков вышел на пенсию и устроился часовым мастером в этот музей, продолжая пополнять свою коллекцию. В 1993 году состоялось открытие новой экспозиции в специально реконструированном для этой коллекции здании.

## Музейный комплекс
Это здание делят на десять залов, по теме «У каждого времени свои часы». Но прежде чем познакомиться с уникальной коллекцией, посетители заходят в зал памяти, посвящённый П. В. Курдюкову. В новых залах музея появились и новые экспонаты. Специально для зала простейших часов были сделаны макеты солнечных и водяных часов. В зале башенных часов сделана имитация каменной кладки. Выделяется большой макет циферблата башенных часов, а на слайдах показаны Пражские куранты, Кремлёвские куранты.
В зале часов XVIII века находится 15 часов: каминные часы чешских мастеров Хольмейера, Вильфарта, Зауэра; английских мастеров Нортона и Твейца, напольные часы Дентона и Дадса. Особую ценность представляют часы «религиэзы» (Франция, Париж, часовой мастер Варейн). Корпус этих часов выполнен в технике «буль» с богатой бронзовой аппликацией, кариатидами, вазами, цветами, фигурками животных, солнечными ликами. Циферблат — с накладными эмалевыми картушами. Зал часов XVIII века завершает экспозицию первого этажа музея.
Экспозиция второго этажа открывается залом, в котором представлена коллекция французских каминных часов. Необычны салонные часы «Афина Паллада». Особый интерес вызывают часы «Сен-Бернар», выполненные из золоченой и патинированной бронзы в мастерской знаменитого парижского бронзовщика Ленуара Раврио. В музейной экспозиции довольно разнообразно представлена коллекция каминных и настольных часов французской фирмы «Братья Жапи», которые блестяще интерпретируют формы и декор своих предшественников, оформлены в стиле неорококо, необарокко, неоклассицизм. Строгие классические корпуса фирмы «Марти и Ко» выполнены из чёрного и белого мрамора. В следующем зале находятся часы массового производства конца XIX — начала XX века немецких и французских фирм: часы-паровоз, часы-паровой двигатель, часы-маятник, часы-копилка, часы с годовым заводом, музыкальные — коллекция очень разнообразная и интересная. Часть экспозиции посвящена часам Германии, знаменитой фирме «Юнгганс», шварцвальдскому часовому делу. Здесь привлекает внимание яркая коллекция часов в фарфоровых и фаянсовых корпусах. В зале часов Японии конца XIX — начала XX века экспонаты отличаются особым своеобразием и изяществом.
Графический рисунок интерьера в русском зале необычно контрастирует с белым и красным цветом оформления. Здесь звучит музыкальная шкатулка, кукует деревянная кукушечка, удивляет каждого посетителя «русская диковинка» — деревянные бронниковские часы. Поражает разнообразие форм и декора часов карманных. Интересна и коллекция часов специального назначения: часы танковые, авиационные, автомобильные, шахматные, из часовой мины и другие. Но гордостью этого собрания являются, часы «космические» — дар музею космонавта Гречко.
Завершает экспозицию яркая выставка современных часов — продукция отечественных часовых заводов.

## Экспонаты
- Коллекция старинных часов стран Западной Европы XVIII века — 15 ед.
- Коллекция каминных часов Франции XVIII — нач. XX вв. — 37 ед.
- Коллекция часов Германии XIX — нач. XX вв. — 70 ед.
- Коллекция часов России XIX — нач. XX вв. — 25 ед.
- Коллекция карманных часов Швейцарии XIX — нач. XX вв. — 270 ед.
- Коллекция часов Японии XIX — нач. XX вв. — 15 ед.
- Коллекция карманных часов русских мастеров Бронниковых.

## Интересные факты
- Среднее количество посетителей в год: 13000
- Площади организации: экспозиционно-выставочная 480 м²